# Jelcz 120M
Jelcz 120М — серия 12-метровых высокопольных городских автобусов с тремя двухстворчатыми дверьми, выпускавшаяся польским производителем Jelcz в 1992—2007 годах. Автобус полностью сменил на конвейере предыдущую модель Jelcz PR110.

## История модели
В 1992 году была представлена модель автобуса Jelcz 120M, представлявшая собой глубокую модернизацию широко распространённого в Польше Jelcz PR110M. Наиболее заметным внешним отличием была аэродинамично наклонённая панель с маршрутным таблом над лобовым стеклом, а также заднее стекло уменьшенного размера (ранее переднее и заднее стёкла были взаимозаменяемы). Борта автобуса начали изготавливать из цельнотянутого оцинкованного листа (исчезли накладки на боковинах в местах стыковки листов обшивки). Интерьер автобуса изменился незначительно: были убраны два места напротив задней двери, благодаря чему там появилась накопительная площадка. Однако самым важными изменениями в сравнении с моделью PR110M были модернизированный двигатель Mielec SWT 11/300/1 (модернизированный в Польше лицензионный двигатель Leyland) с турбонаддувом мощностью 220 л.с. и четырёхступенчатая механическая коробка передач польского производства, а также изменённое передаточное число заднего моста, за счет чего возросла скорость и снизился расход топлива (автотранспортное предприятие города Златоуста, где эксплуатировались такие автобусы, после выработки ресурса этих двигателей самостоятельно производило их замену на двигатели КамАЗ-740. Внешне такие автобусы отличались воздухозаборником в задней части крыши, а также выступающей вперёд и вверх центральной частью ступеньки моторного кожуха в салоне). Также было начато производство модификации 120ММ с двигателем фирмы MAN и четырёхступенчатой автоматической коробкой передач ZF 4HP-500.
В 1994 году был показан первый прототип модернизированной модели 120М с вклеенными боковыми и задним стёклами, задней торцевой стеной из пластика. Также с 1994 года по заказу на базовую модель 120М стали устанавливаться пластиковые бамперы вместо металлических.
С 1996 года начато производство автобусов Jelcz 120М с модернизированным кузовом, они имели вклееные стёкла и бамперы как у модели M121M, а также жесткие пластмассовые сиденья фирмы Astromal, новые алюминиевые двери со вклеенными стёклами. Дальнейшие модернизации проводились в 1997, 1998, 2003 и 2006 годах, в их ходе происходили небольшие изменения во внешности автобусов, а также в вариантах применяемых двигателей. Выпуск автобуса Jelcz 120M продолжался до 2007 года.
Кроме трёхдверного варианта, была возможность заказа модели с двухдверным кузовом: с 1993 года с расположением дверей по схеме 2-0-2, а с 1999 года — также и 2-2-0.
С 1996 года в небольших количествах выпускались троллейбусы Jelcz 120MTE (9 единиц) и Jelcz 120MT (37 единиц).
На основе конструкции автобуса Jelcz 120M был разработан полунизкопольный автобус Jelcz 121M, выпускавшийся с 1995 по 2008 годы. Также в 2004—2007 годах производились автобусы Jelcz M120I и Jelcz M120M/4 CNG Supero. Существовали и производные модели: Jelcz L120, Jelcz 120MM/2, Jelcz 120M/3, Jelcz 120M/2 LPG, Jelcz 120M/1 CNG, Jelcz 120MM.

## Автобусы Jelcz 120M в России
Отмена централизованного снабжения автопарков городскими автобусами, а также перебои с качеством техники, производившейся в то время на территории бывшего СССР, привела к большому разнообразию моделей, появившихся на улицах российских городов в начале 1990-х годов. Многие автобусные парки стремились попробовать другие варианты, кроме привычных городских ЛиАЗов и «Икарусов»: помимо поставок подержанных автобусов из стран Западной Европы, производились также и закупки новой техники, производившейся в странах бывшего социалистического лагеря. С одной стороны, они уступали по надёжности и отработанности конструкции, однако были лучше приспособлены к реалиям пассажирских перевозок социалистических городов, где большинство населения пользуется общественным транспортом, а не личным. Наиболее крупная партия автобусов Jelcz 120M была закуплена администрацией города Златоуст Челябинской области в 1992-1995 годах — 27 городских и 3 пригородных (с 2 двухстворчатыми дверьми), их эксплуатация продолжалась до 2010 года. Несколько единиц автобусов в разные годы было закуплено Архангельском, Санкт-Петербургом, Саткой, Тамбовом.
На базе кузовов автобусов Jelcz 120М производились российские троллейбусы Nordtroll-120MTr, первоначально их сборка велась в Архангельске, затем — во Владимире и Ижевске.